# Pawel Alexandrowitsch Kulischnikow
Pawel Alexandrowitsch Kulischnikow (russisch Павел Александрович Кулижников; * 20. April 1994 in Workuta) ist ein russischer Eisschnellläufer, der sich auf die Sprintstrecken spezialisiert hat und mehrfacher Weltmeister ist. Nach einer zweijährigen Dopingsperre debütierte er im November 2014 im Eisschnelllauf-Weltcup und konnte seine erste Weltcupsaison als Sieger der Gesamtwertung und seiner beiden Disziplinenwertungen abschließen. Bislang erkämpfte er sich 31 Tagessiege in der höchsten Rennserie. Mit 20 Jahren ist Kulischnikow zudem der jüngste Sprintweltmeister seit Eric Heidens Titel 1977.
Als sein sportliches Idol nennt Kulischnikow den Kanadier Jeremy Wotherspoon.

## Sportliche Karriere

### Anfänge im Juniorenbereich
Im Alter von sechs Jahren zog Kulischnikow mit seiner Familie aus dem hohen Norden Russlands etwa 1900 Kilometer gen Südwesten nach Kolomna, in die Oblast Moskau. Dort begann er im Alter von zwölf Jahren mit dem Eisschnelllauf. Seine ersten Trainer waren Rostislaw Podgaiski und Dimitri Dementjew. Er galt bereits früh als vielversprechendes Talent und wurde sogar als Wunderkind gehandelt. Erstmals international in Erscheinung trat er Mitte März 2010 bei den Juniorenweltmeisterschaften in Moskau. Dort erreichte er allerdings lediglich den zwölften Rang über 1000 Meter, Platz 17 über 2 × 500 Meter sowie Platz 25 über 1500 Meter. Im gleichen Jahr gewann er bei den russischen Meisterschaften die Silbermedaille im Mannschaftsrennen. Im Rahmen des Juniorenweltcups sicherte er sich im November 2010 in der polnischen Stadt Zakopane die Siege in beiden Rennen über 500 Meter. 2011 erreichte er dann Bronze im Kombinations-Sprint der nationalen Wettkämpfe. Sehr viel erfolgreicher verlief schon die Juniorenweltcup-Saison 2011 / 2012, in der er zu insgesamt vier Tageserfolgen laufen konnte: Im November 2011 in Erfurt und Bjugn jeweils über 1500 Meter, sowie im Januar 2012 in Klobenstein sowohl über 500 als auch über 1000 Meter.
In der Folge erlebte Kulischnikow dann seinen scheinbaren Durchbruch, als er sich Anfang März 2012 bei den Juniorenweltmeisterschaften im japanischen Obihiro Gold über 1000 Meter und den dritten Rang über 2 × 500 Meter sicherte. Im Anschluss aber ergab ein routinemäßiger Dopingtest bei ihm erhöhte Werte von Methylhexanamin. Daraufhin wurden seine Resultate aus den Ergebnislisten gestrichen und er selbst für zwei Jahre – bis März 2014 – gesperrt. Dadurch verpasste er auch eine eventuelle Teilnahme an den Olympischen Winterspielen 2014 in Sotschi.

### Als Senior
2014 wurde er russischer Meister im Kombinations-Sprint und sein Debüt im Eisschnelllauf-Weltcup gab Kulischnikow zu Beginn der Saison 2014 / 2015 am 14. November 2014 ausgerechnet in Obihiro. Gleich in seinem ersten Rennen, einem Wettlauf über 500 Meter, erreichte er hinter dem Niederländer Jan Smeekens den zweiten Platz und einen Tag später über 1000 Meter den ersten Sieg. Sein erstes Weltcupwochenende beendete er am Folgetag mit einem weiteren Sieg über 500 Meter. Seither dominiert der zuvor nur Experten bekannte Russe diese beiden Strecken in der noch laufenden Saison und gewann zahlreiche weitere Rennen. Im Februar 2015 ersprintete er sich den Titel über 2 × 500 Meter bei den Einzelstreckenweltmeisterschaften in Heerenveen und musste sich über 1000 Meter nur dem zweimaligen Olympiasieger Shani Davis geschlagen geben. Zwei Wochen darauf gewann Kulischnikow auch Gold bei der Sprintweltmeisterschaft in Astana. Er blieb bis Saisonende erfolgreich und triumphierte auch auf der letzten Weltcupstation in Erfurt noch einmal über 500 Meter und belegte über die doppelte Distanz Platz fünf. Auf Grund einer Schulterverletzung verzichtete er auf das letzte 500-Meter-Rennen. Gleich in seiner ersten Weltcupsaison sicherte sich Kulischnikow nicht nur souverän die beiden Sprint-Disziplinenwertungen, sondern auch den Grand World Cup – den Gesamtweltcup.
Es gelang Kulischnikow, über die Sommerpause sein Leistungsniveau zu halten. So verlief auch der Start in die Weltcupsaison 2015 / 2016 überaus erfolgreich: Auf den ersten zwei Stationen gewann er alle vier Rennen über 500 Meter und belegte über die doppelte Distanz einmal den ersten und einmal den zweiten Platz. Dabei unterbot er am 15. November 2015 in Calgary die mehr als acht Jahre alte Bestleistung von Jeremy Wotherspoon und stellte mit 00:34,00 min einen neuen Weltrekord über 500 Meter auf. Nur fünf Tage später verbesserte er seine eigene Marke in Salt Lake City um zwei Hundertstel Sekunden. Es folgten zahlreiche weitere Tagessiege, ehe sich Kulischnikow im Februar 2016 bei den Einzelstreckenweltmeisterschaften vor heimischem Publikum in Kolomna souverän die beiden Goldmedaillen über 2 × 500 Meter und 1000 Meter erkämpfte. Noch im selben Monat konnte er bei der Sprintweltmeisterschaft in der südkoreanischen Hauptstadt Seoul seinen Titel aus dem Vorjahr verteidigen.
In der Saison 2016 / 2017 büßte Kulischnikow seine Dominanz ein. Zudem verpasste er aufgrund einer leichten Leistenverletzung sowie „mentaler Problemen als Folge des Meldoniumskandals“ die Teilnahme an allen drei wichtigen Titelkämpfen – der Sprinteuropameisterschaft in Heerenveen, den Einzelstreckenweltmeisterschaften in Gangneung sowie der Sprintweltmeisterschaft in Calgary – und konnte daher keine weiteren Medaillen gewinnen. In der Saison darauf war er wieder besser in Form, konnte einige Weltcupsiege feiern und gewann im Januar 2018 bei den erstmals ausgetragenen Einzelstreckeneuropameisterschaften in Kolomna zwei Goldmedaillen. Wegen seiner Dopingvergangenheit wurde er allerdings seitens des Internationalen Olympischen Komitees von den Olympischen Winterspielen 2018 im südkoreanischen Pyeongchang ausgeschlossen.

### Mögliches Dopingvergehen als Senior
Anfang März 2016 konnte man Kulischnikow nach Öffnung der A-Probe die Einnahme von Meldonium nachweisen, das seit dem 1. Januar 2016 als unerlaubte Substanz auf der Dopingliste der Welt-Anti-Doping-Agentur (WADA) steht. Das in Russland unter Leistungssportlern sehr verbreitete Mittel verbessert Durchblutung und Ausdauer. Er wurde vor der letzten Weltcupstation in Heerenveen suspendiert und nachdem die B-Probe am 18. März das gleiche Ergebnis erbracht hatte, stand zur Diskussion, ob er seine Weltmeisterschaftsmedaillen abgeben muss. Als Wiederholungstäter drohte ihm eine lebenslange Sperre.
In Anbetracht fehlender beziehungsweise unzureichender Studien bezüglich der Abbaurate von Meldonium im menschlichen Körper gewährte die Welt-Anti-Doping-Agentur am 13. April 2016 all jenen Athleten eine Amnestie, in deren vor dem 1. März genommenen Proben weniger als ein Mikrogramm des Stoffes nachgewiesen werden konnte. Daraufhin hob die Internationale Eislaufunion am 21. April Kulischnikows vorläufige Sperre wieder auf.

## Persönliche Bestleistungen
| Disziplin                                                   | Zeit in Minuten | Datum             | Ort            | Bestand               |
| ----------------------------------------------------------- | --------------- | ----------------- | -------------- | --------------------- |
| 500 m                                                       | 00:33,98        | 20. November 2015 | Salt Lake City | 9 Jahre und 125 Tage  |
| 1000 m                                                      | 01:06,70        | 21. November 2015 | Salt Lake City | 9 Jahre und 124 Tage  |
| 1500 m                                                      | 01:47,26        | 22. Januar 2015   | Kolomna        | 10 Jahre und 62 Tage  |
| 3000 m                                                      | 03:56,26        | 11. Dezember 2011 | Kolomna        | 13 Jahre und 104 Tage |
| 5000 m                                                      | 07:04,65        | 4. Februar 2012   | Kolomna        | 13 Jahre und 49 Tage  |
| Farblegende: Aktueller Weltrekord (Stand: 4. Dezember 2016) |                 |                   |                |                       |
| Stand: 18. Dezember 2018                                    |                 |                   |                |                       |

## Statistik
| Nummer                   | Datum             | Austragungsort | Disziplin |
| ------------------------ | ----------------- | -------------- | --------- |
| 01.                      | 27. November 2010 | Zakopane       | 500 m     |
| 02.                      | 28. November 2010 | Zakopane       | 500 m     |
| 03.                      | 12. November 2011 | Erfurt         | 1500 m    |
| 04.                      | 18. November 2011 | Bjugn          | 1500 m    |
| 05.                      | 28. Januar 2012   | Klobenstein    | 500 m     |
| 06.                      | 29. Januar 2012   | Klobenstein    | 1000 m    |
| Stand: 19. November 2017 |                   |                |           |

| Nummer                 | Datum             | Austragungsort      | Disziplin  |
| ---------------------- | ----------------- | ------------------- | ---------- |
| 01.                    | 15. November 2014 | Obihiro             | 1000 m     |
| 02.                    | 16. November 2014 | Obihiro             | 500 m      |
| 03.                    | 21. November 2014 | Seoul               | 500 m      |
| 04.                    | 22. November 2014 | Seoul               | 1000 m     |
| 05.                    | 23. November 2014 | Seoul               | 500 m      |
| 06.                    | 12. Dezember 2014 | Heerenveen          | 500 m      |
| 07.                    | 13. Dezember 2014 | Heerenveen          | 1000 m     |
| 08.                    | 14. Dezember 2014 | Heerenveen          | 500 m      |
| 09.                    | 7. Februar 2015   | Heerenveen          | 500 m      |
| 10.                    | 8. Februar 2015   | Heerenveen          | 500 m      |
| 11.                    | 21. März 2015     | Erfurt              | 500 m      |
| 12.                    | 13. November 2015 | Calgary             | 500 m      |
| 13.                    | 15. November 2015 | Calgary             | 500 m      |
| 14.                    | 20. November 2015 | Salt Lake City      | 500 m      |
| 15.                    | 21. November 2015 | Salt Lake City      | 1000 m     |
| 16.                    | 22. November 2015 | Salt Lake City      | 500 m      |
| 17.                    | 11. Dezember 2015 | Heerenveen          | 500 m      |
| 18.                    | 12. Dezember 2015 | Heerenveen          | 1000 m     |
| 19.                    | 29. Januar 2016   | Stavanger           | 500 m      |
| 20.                    | 30. Januar 2016   | Stavanger           | 1000 m     |
| 21.                    | 31. Januar 2016   | Stavanger           | 500 m      |
| 22.                    | 31. Januar 2016   | Stavanger           | 1000 m     |
| 23.                    | 13. November 2016 | Harbin              | 500 m      |
| 24.                    | 12. November 2017 | Heerenveen          | 1000 m     |
| 25.                    | 19. Januar 2018   | Erfurt              | 500 m      |
| 26.                    | 17. November 2018 | Obihiro             | 500 m      |
| 27.                    | 18. November 2018 | Obihiro             | 1000 m     |
| 28.                    | 7. Dezember 2018  | Tomaszów Mazowiecki | 500 m      |
| 29.                    | 7. Dezember 2018  | Tomaszów Mazowiecki | 1000 m     |
| 30.                    | 8. Dezember 2018  | Tomaszów Mazowiecki | 500 m      |
| 31.                    | 15. Dezember 2018 | Heerenveen          | 500 m      |
| 32.                    | 2. Februar 2019   | Hamar               | 500 m      |
| 33.                    | 3. Februar 2019   | Hamar               | 500 m      |
| 34.                    | 9. März 2019      | Salt Lake City      | 500 m      |
| 35.                    | 13. Dezember 2019 | Nagano              | Teamsprint |
| 36.                    | 15. Dezember 2019 | Nagano              | 1000 m     |
| 37.                    | 8. Februar 2020   | Calgary             | 1000 m     |
| 38.                    | 30. Januar 2021   | Heerenveen          | 500 m      |
| Stand: 31. Januar 2021 |                   |                     |            |